# USS Long Island (CVE-1)
USS Long Island (CVE-1) – amerykański lotniskowiec eskortowy, okręt prototypowy typu Long Island. Jego nazwa pochodziła od Long Island.
Stępkę jednostki położono 7 lipca 1939 pod nazwą "Mormacmail" na podstawie kontraktu Maritime Commission w stoczni Sun Shipbuilding and Drydock Company. Zwodowano go 11 stycznia 1940, matką chrzestną była pani Holt. Jednostka została nabyta przez marynarkę 6 marca 1941 i weszła do służby w US Navy 2 czerwca 1941 jako Long Island (AVG-1), jej pierwszym dowódcą był Commander Donald B. Duncan.
Okręt był w służbie w czasie II wojny światowej. Działał na wodach Pacyfiku, głównie jako jednostka szkolna i transportowiec samolotów. Brał udział w operacji Magic Carpet.
Wycofany ze służby w US Navy 26 marca 1946 został sprzedany na złom 24 kwietnia 1947. Jednak nie został zezłomowany, ale pływał jako jednostka cywilna do 13 września 1966 pod nazwami "Nelly" i "Seven Seas". Następnie zakupiony przez Uniwersytet Rotterdamski pełnił rolę akademika do 1977. Następnie zezłomowany w Belgii.